# Trooz
Trooz (in vallone Li Trô) è un comune francofono del Belgio  di 7 706 abitanti, situato nella Region Vallone nella Provincia di Liegi.